# Suzuki Daisei
Suzuki Daisei (sinh ngày 28 tháng 5 năm 1996) là một cầu thủ bóng đá người Nhật Bản.

## Sự nghiệp câu lạc bộ
Suzuki Daisei hiện đang chơi cho Tokushima Vortis.